# Pavlov (Olomouc)
Pavlov é uma comuna checa localizada na região de Olomouc, distrito de Šumperk.